# カリフォルニア州の政治
本項ではカリフォルニア州の政治（英: Politics of California）について記す。アメリカ合衆国カリフォルニア州の現代の政治は複雑であり多くの既得権が含まれている。

## 政治上の争点
過去32年間に起こった政治上の争点は以下の通りである。その件に反対する者から「憲法上の危機」と呼ばれたものもある。
- カリフォルニア州議会と選挙で選ばれる憲法上の役職者に対する任期制限の成立。州全体で熱烈な議論が行われ、州最高裁判所でも審議された。
- 州最高裁判所で批准プロセスのテストが行われ、その中でリベラル派最高裁長官ローズ・バードと2人のリベラル派陪席判事ジョセフ・グロディンとクルス・レイノソが失脚した。
- 本格的な税制改革、憲法修正条項命題13号、不動産税を最終販売価格の1％で凍結（販売価格は年最大2％の増加率を見込む）
- リコール規定のテストが行われ、グレイ・デイビス知事のリコールが2003年特別選挙で成立した。
- 憲法に規定する予算成立期限をほぼ3か月超過（2008年）

北カリフォルニアの内陸部、セントラルバレーおよび南カリフォルニア（ロサンゼルス郡の外側）は大部分が共和党の強い地域である。ロサンゼルス郡やサンフランシスコ・ベイエリアなど海岸部、およびサクラメント都市圏では民主党の強い地域である。住民の大半がロサンゼルス郡やサンフランシスコ・ベイエリアに住んでいるので、カリフォルニア州全体はリベラルな傾向にある。
カリフォルニア州は1950年代から1992年までの大統領選挙では共和党の強い地盤だった。この期間では1964年（リンドン・B・ジョンソン）を除いて全ての大統領選挙を共和党が制した。1960年、1968年と1972年はリチャード・ニクソン、1980年と1984年はロナルド・レーガンと、カリフォルニア出身者を大統領候補者として指名してきた。しかし、1992年以降は民主党がこの選挙人数で最大の州を制してきた。ヒスパニック系とアジア系移民の増加と国内北部のリベラル派の流入、また白人中上流階級郊外居住者が州外に出て行ったことは全て、民主党有利の方向に働く要因になっている。
州内を分かつような問題の中に水と水利権があり、カリフォルニア水戦争にも発展した。乾期に頼れる降水が無いために水は限られており、利用可能な地表水源はダム、運河およびパイプラインという広範に開発されたものになっている。主要な水源は、雨季の雨と高度の高い地域の雪塊（70％）をもとに山脈から流れ出る水、井戸（塩分を含むものや過利用により限界が有る）、および南カリフォルニアのコロラド川（他の西部州やメキシコとの条約で厳格な制限有り）となっている。廃水の再利用は既に当たり前のことになっている（灌漑用と工業用）。水は大半が州北部にあり、人口の大半は南部に住んでいる。南部で過剰と見られる水は、北部から見れば農業、漁業および野生生物の環境にとって必須のものである。南部有権者が人口の大半を占めている中で、その見解は北と一致していないので、北の水を南に運ぶ末梢運河を促進するための住民投票は失敗してきた。
土地の利用法も意見が分かれている。土地の価格が高いことは普通の人がその資産の大部分を土地で持っていることを意味している。このことはその人の家屋の価格や投資に影響する問題について強く扇動させることになる。最もたちの悪い地方政治闘争は地方教育委員会（良い地方の学校は実質的に地方の住宅価格を上げる）と地方の土地利用政策に関するものである。町が完成してしまったところでは新しい空港、ゴミ捨て場あるいは刑務所を造るのは極度に難しい。多くの都市は開発可能な土地を造るために土地収用権を定期的に行使する。巨大なエル・トロ海兵隊空軍基地の廃止について、オレンジ郡では複数の都市の政治闘争が数年間にわたって行われた。オレンジ郡は新しい空港を必要としている。現存ジョン・ウェイン空港はアメリカ合衆国で最も危険な空港だが、パイロットの組合はそれを支持している。しかし、騒音の問題で郡南部の裕福で政治的に強力なアーバイン市などの土地価格を下げる可能性がある。
銃の規制も意見の分かれる問題である。都市部では国内でも最大級に深刻なギャングの問題を抱えており、農村部によっては殺人発生率が高い所がある。多くの個人が自身、その家族および資産を守るために武器を所有し、所持することを望んでいる。州議会は規制色を強める銃規制法を成立させた。「殺人」用の武器（一般に軍用ライフル銃に似た半自動ライフル銃）を個人用に購入することは重罪である。しかし、半自動狩猟スタイルの民間用武器を販売することは禁じておらず、法のうわべのみの性格の有効性を疑う者が多い。拳銃は購入可能で、自宅や事務所に置いておくこともできるが、武器を隠して持ち歩く許可無しに武器や弾薬を携行するのは違法である。ただし、免許のある範囲で鍵の掛かる場所（車のトランクなど）に入れておくこと、あるいは法で認められた用途（狩猟、修理、収集など）は対象にならない。ある地域で弾を込めていない銃器を公然と持ち歩くことは合法だが、州法と連邦法の複雑な規制の違いのために、通常にあることではない。例えば連邦法の1990年銃規制スクールゾーン法では、悪意が無くても学校から1,000フィート (300 m) 以内で銃を携行することは重罪である。一部の田園的郡部を除き、武器を隠して持ち歩く許可は地元警察の裁量で発行されるので、誰もがそれを取得できるわけではない。カリフォルニア州法は「発行すべき」とはしていない。「発行すべき」とする郡があれば、事実上「発行しない」郡もあり、州内で有効な許可を容易に得られる地域住民が、許可を得られない地域にその武器を持ち込むというような特殊な場合も有り得る。

## 二大政党の選挙区割り

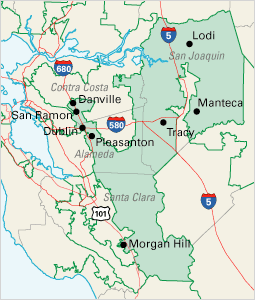
アメリカ合衆国下院議員カリフォルニア第11選挙区、共和党のリチャード・ポンボ議員に有利に引かれている。ダンビル市の地域は伝統的に共和党の強い地盤であり、モーガンヒルはそうではない。リバモア市が第10選挙区に割り振られた後で適切な人口を獲得するために付け加えられた。リバモア市にはローレンス・リバモア国立研究所があり、第10区現職の民主党議員が下院エネルギー委員会の委員を務めているので、その強い要請でリバモア市は第10区に移った。第10区はコントラコスタ郡とソラノ郡では第11区の直ぐ北にあり、2006年の選挙ではこの地区割りを覆す予想外の結果になった。

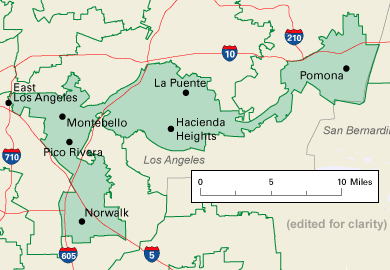
コンピュータの支援を得て作られたこの選挙区は現職の意図的な地区割りの作品である。現職議員は民主党のグレース・ナポリターノであり、2004年の選挙では無投票当選した。

2000年国勢調査の後、州議会は州の上院と下院および連邦議会下院の地区割りを設定し直す必要があった。共和党と民主党が地区割りについて合意に達した。力関係がそのまま残される状態が相互に了解された。この目的のために地区はどちらかの政党が優勢なように決められ、競合する可能性がある選挙区は僅かだった。
幾つかの地区ではその境界が複雑極まりないものになったが、現存の政党地盤を崩さないものになり、2004年の選挙では、55％未満の得票率で勝利したのは下院80議席のうち5議席、上院39議席のうち2議席と極めて希なものとなり、前回選挙と同じ党の候補者が全て当選した。アメリカ合衆国下院議員の場合も同様だった。アメリカ合衆国下院の選挙区は州の選挙区よりもさらに競争が少なく、60％未満で多数を取った選挙区は53区のうち僅か3区だった。
当時の知事アーノルド・シュワルツェネッガーは引退した判事の手で選挙区を再編する提案を行い、11月に特別選挙での発案命題77号として住民投票にかけられた（知事の請求は2005年6月14日）。この特別選挙は11月8日に投票が行われた。しかし、反対票が59.5％となり、提案は否決された。このときは、知事の同調者によって提案されたものやその他幾つかの独立案件も含め全ての提案が否決された。
サンフランシスコ・ベイエリアにある第10選挙区の場合、前の選挙結果が拮抗しており、共和党の登録有権者数が僅かに上回り、投票率も共和党有利であるという状況のために全国的な注目を浴びる選挙区だった。この選挙区は1990年に創設されて以来共和党議員で元州下院議員ビル・ベーカーが連続して当選しており、彼のために選挙区が作られていた。民主党の弱い挑戦者が続いた後に、1996年選挙では政治には新参者で、自身の十分な資金で現職と対抗できる候補者エレン・タウシャーが出てきて熱い戦いになった。タウシャーは地元民主党からの草の根支援と中道共和党女性からの支持も得て、「中道」民主党と考えるものには大きな勝利と考えられた。彼女の選挙区はその後線引きが変えられ、現在では安全選挙区になっている（タウシャーは2002年の選挙で75.6％の得票率で再選された）。その後の任期満了選挙では全国的な注目を集めることもなかった。
2006年11月の選挙ではアメリカ合衆国下院で共和党が多数を支配する可能性が不確実と予想されていたが、カリフォルニア選出の下院議員は選挙前数か月の全国的な分析で「試合中」と考えられる議席は無かった。ただし、幾つかの共和党議席では少なくとも民主党に改善の兆しはあった。共和党議員のリチャード・ポンボ（第11区）とジョン・ドゥーリトル（第4区）はそれぞれ2006年10月にブッシュ大統領を資金集めとして迎えており、これは議席の不確実性を示すものとしてカリフォルニア州では希な出来事だった（ブッシュの場合もこの選挙では希だった）。この2議員は強くブッシュ政権を支持していた。
2006年選挙の番狂わせは、これまで当選したことの無かった民主党ジェリー・マクナーニーが現職のリチャード・ポンボを53％対47％で破ったことだった。2004年の選挙では、同じ組合せでボンボが62.5％を得票して当選していた。この選挙区ではプレザントン地域に多少の人口変動があったが、違いを生じるようなものではなく、このマクナーニーの勝利はジョージ・W・ブッシュ大統領と、特に環境問題に関するポンボの採った立場の双方について圧倒的な拒否と考えた者が多い。この選挙区は唯一の例外であり、連邦議会と州議会の99の他選挙区はどれも当選者の政党が変わらなかった。
2006年選挙では、カリフォルニア州上院が競争を奨励するように仕組まれた州憲法改正案 を通し、この選挙に間に合う最終日に下院に送られた。下院の民主党はそれが期日に間に合っていないと主張していた。この案は追加法による最小の努力で修正されるはずだったが、2006年選挙については廃案になった。この廃案は事故によるものではないと主張する者もいる。

### 影響
政治プロセスの効果的運用について否定的な結果は、カリフォルニア州2008年予算が成立しなかった過程に見て取ることができる。このときは日限の7月1日から76日間遅延され、9月15日に合意が発表された。任期制限のために政党が入れ替わる確率が高いと、「安全」選挙区と組み合わされて、「強硬論者」が選ばれる（競争によるが際どい予備選挙で）可能性が増え、議員は合議制の中で党派を超えた交渉に経験を欠くようになる。党派間妥協を生み強制することのできる指導力がいまや完全に欠けている。

#### 繰り返される予算危機
カリフォルニア州の予算は150億ドル以上の赤字になっており、支出削減か税の追加が必要である。州予算は成立のために3分の2以上の「超多数」を必要としていた。2010年に命題25が成立してからは、増税の時のみに3分の2以上の超多数が求められるようになった。少数派の共和党は民主党との妥協を検討すること無しに増税はしないということに固執できる。民主党は子供、貧者および年長者へのサービスを減らすことのみでは予算を均衡化できないと主張してきた。予算のかなりの部分は州法、州憲法修正条項、あるいは刑務所の健康管理に関する連邦裁判所判例で固定されているので、逆効果を生むようなプログラム（公共交通や教育予算）あるいは増税でもしなければ、支出を抑える操作はほとんどできない。実際の「解決策」は新税無し（ただし抜け道を塞ぐ）と、小型計画の停止であり、解決策の大部分は創造的な会計手法（税の徴収を加速させることなど）である。これは2009年の場合、経済の例外的（かつ予想外）な改善が無ければ、事態を悪化させた可能性がある。シュワルツェネッガー知事による拒否権発動の恐れの下で、幾らかの修正が行われ、2008年の州予算はほぼ3か月遅れで成立した。構造的な赤字体質の問題は2009年まで先送りされた。
継続する問題は2008年後半に広く認識されるようになり、進行中の建設計画に影響する可能性と赤字額が今後18か月間に420億ドルまで膨らむと予測されるようになった。2009年2月半ばには資金繰りに詰まると予測された。
2009年7月に予算の平衡化について暫定合意がなされ、一部は郡や市の政府から数十億ドルを借入し、問題の大部分は先送りされたが、公衆安全、健康管理および社会サービスに重大な影響を及ぼす可能性があった。地方政府による訴訟は予算の承認の上に予測されている。解決策の中には工事業者に対する借用証書の発行を少なくとも2009年10月まで継続することと、州の従業員の労働時間と給与を15％削減することが含まれている。知事が提案した囚人27,000人ほどを釈放することは反対を呼んだ。任期の制限を受ける議員はより高位の役職を求めていく者がいることが予測されるので、2009年7月（2010年会計年度）の予算案は30の法案に分けられ、候補者は選択した法案に反対することができたので、後の予備選挙で賛成票が否定材料に使われないようになった。
2011年、カリフォルニア州立公園当局は、ジェリー・ブラウン知事の指導下に70の州立公園閉鎖を提案した。これには議会少数党の共和党が反対したために、ブラウンが2011年初期に有効期限の切れる税を延長する提案について住民投票に掛けられなかったことが大きく災いした。シュワルツェネッガー知事が2009年に提案しその後撤回したように、この件は中流階級有権者から議員に2012年命題を認めるよう圧力を掛けさせる、あるいは発議権によって直接行動に移させる策略である可能性がある。

#### 議員には影響なし
州議会の選挙区は現在安泰であり、有権者の不満から否定的な結果はほとんど起こりそうになく、党を離れるということ（特に共和党）は厳しいものになるだろう。2004年、党規を破った4人の共和党員のうち、2人は引退し、2人は共和党の予備選挙で敗退した。2008年、1人の民主党下院議員が2008年予算の承認投票を棄権したことに対する懲罰として、議事堂ビルから遠いかなり小さな事務所を割り当てられた。2009年2月、上院少数派指導者が共和党党員集会でその地位を外された。これは予算問題を解決するために取引を行ったが、予算成立に必要な共和党員票を引き出すことに失敗した後のことだった。予算に関して歳出を減らし、増税し、また州宝くじ収入を担保に借財し、特定の義務化された計画から予算を外すことの組合せで計画された協定に知事が署名したのは2009年2月20日になってからだった。取引の代償として、2009年5月の特別選挙および2010年選挙で、選挙民に表明される様々な提案を可能にしていた。2009年5月の特別選挙では、議員を罰することが意図された法案を除き、全ての法案が否決された。その結果予算危機が継続し、知事は如何なる増税や料金増額にも反対し続けた（料金増加は単一の多数決で決めることができた）。予算案は再度2009年6月の期限を過ぎることとなり、知事は200か所の州立公園閉鎖を提案した。州立公園の閉鎖はほとんど支出を減らすことのできないものであり、この提案はカリフォルニアの中流階級が議会に対して選挙を通じた圧力を掛けるように、痛みを生じさせる策略だと信じられた。公園の閉鎖はありそうにないことだが、多くの公園で入園時間を減らすことは可能である。赤字予算は2010年も続くと予測され、1月には200億ドルと推計されており、現在の政治構造の下での解決策は公共教育、公共交通、矯正および健康福祉に厳しい影響が出るものも予測されている。

### 救済策
議員選挙区の再編に伴う利害の衝突、議会が繰り返し憲法に規定する予算成立期限を守れなかったことへの直接反応として、および議会がカリフォルニア憲法の修正法案を有権者に提示できなかった後に、2008年に有権者が修正第11号 すなわち発議権の行使を決めた。この修正条項は議会から選挙区再編の権限を外し、選出されない被指名者の委員会に渡すものであり、その構成員は指名、選出、拒否という複雑で複数段階の過程で決められる。この修正条項は2008年11月の投票で成立した。1911年のトラスト解散改革でカリフォルニアに導入された発議権は、請願書が適切に書かれ、必要な数の有権者署名があれば、憲法修正のための回覧を認め、有権者の前に直接判断を委ねるものである。修正第11号はアーノルド・シュワルツェネッガー知事の指導下に大半が書かれていた。当初は連邦議会の選挙区も含めて書かれていたが、多数党の要請で外された。
さらに大きな救済策は2009年にカリフォルニア憲法会議を招集したことであり、前もって議題を提示することや最終的に有権者に判断を委ねることなど、逃げ道を防止する拘束を加えた。

### 2010年の変化
2010年11月の選挙では選挙区の再編に関する多くの修正法案が問われた。2つの修正法案が住民投票に付された。修正第20号は修正第11号を拡張し、修正第11号による州議会選挙区に加えて連邦議会選挙区も引き直した。修正第20号は成立した。修正第27号は議員提案であり、修正第11号を廃案にするものだった。修正第27号は否決された。この2つの修正条項のタイミングは2011年に向けて選挙区再編のために重要である。この新しい仕組みの影響度は予測できないが、選挙区再編で現状を変える可能性がある。
2010年初期の選挙で出された別の修正条項第14号は成立し、非政党包括予備選挙を創設した。これによれば予備選挙の上位2人の候補者が党派によらず一般選挙に進出することができ、有権者はどの候補者にも投票できる。これは政党力による行き過ぎを弱めることが期待されている。以前の選挙規則では、予備選挙の投票者が政治的な極論について活発で感情的になる傾向があるので、二大政党で指名された候補者は極論に走る傾向があった。大きな選挙区があると、非政党（大半は浮動票）の有権者が「中道」に向かうために、ある理論で中庸な候補者が当選する可能性が高い。上記の選挙区再編修正条項と組み合わせれば、予期せぬ効果が現れる可能性があり、ある選挙区では一般選挙で2人の民主党員あるいは2人の共和党員が争う可能性も同意されている。理論的に一般選挙で同じ党の候補者が立った場合に、より中庸な候補者が当選する可能性が高い。
オークランド市は以前から選好投票（優先順位をつける投票）を採用しており、最初に2位となった候補者が最終的には11％上乗せして、最初は1位だった著名なプロの政治家を破り当選するという興味有る結果が得られている。このような選挙法が自治体の間に広まる可能性があり、第3政党候補者に期待を抱かせるものになっている。オークランド市で当選した者は「第2の選択肢」に選ばれるような運動を行った。政治的な実験をするカリフォルニアの傾向が有れば、このような方法がより大きな賛同を得られるかもしれない。

## アメリカ合衆国議会議員
アメリカ合衆国議会の指導的な議員の多くがカリフォルニア州選出である。
民主党議員は以下の通りである
1. ナンシー・ペロシ下院議員、第8選挙区、下院少数党院内総務
2. ジョージ・ミラー下院議員、第7選挙区、元下院教育労働委員会議長
3. ヘンリー・ワックスマン下院議員、第30選挙区、元下院エネルギー商業委員会議長
4. ボブ・フィルナー下院議員、第51選挙区、元下院退役兵問題委員会議長
5. ハワード・バーマン下院議員、第28選挙区、元下院外交委員会議長
6. バーバラ・ボクサー上院議員、上院環境公共事業委員会議長
7. ダイアン・ファインスタイン上院議員、上院情報選択委員会議長

共和党議員は以下の通りである
1. ケビン・マッカーシー下院議員、第22選挙区、下院多数党院内幹事、元幹事長補
2. ハワード・マッキーオン下院議員、第25選挙区、下院軍部委員会議長、元教育労働委員会議長
3. デイビッド・ドライナー下院議員、第26選挙区、下院規制委員会現および元議長
4. ジェリー・ルイス下院議員、第41選挙区、下院歳出予算委員会の有力メンバー

## 政党
カリフォルニア州の2大政党は州議会とアメリカ合衆国下院議員を全て占めている。すなわち民主党と共和党である。公式の被選挙権を持つ政党は他に4つある。すなわちアメリカ独立党、アメリカ緑の党、リバタリアン党および平和自由党である。
2008年11月4日一般選挙時点で登録されていた州内17,304,091人の有権者の支持政党内訳は次の通りである。
- 民主党：44.4%
- 共和党：31.3%
- その他の政党：4.4%
- 支持政党を言明せず：19.9%[23]

## 選挙制度
現在民主党と共和党のみが州議会に代表を送り込んでいる。21世紀への変わり目頃の短期間、アメリカ緑の党がサンフランシスコ・ベイエリア東部から州下院議員1人を送った。
カリフォルニア州は現在選挙で多数投票制度（比較多数得票主義）を使っているが、サンフランシスコ市やバークレー市のような幾つかの自治体は、オーストラリアやアイルランドで行われている選好投票を採用している。これはアメリカ合衆国ではinstant-runoff votingまたはranked choice votingと一般に呼ばれている。
郡や市のレベルでの地方選挙は、公式には非政党選挙であり、政党の公認は行われない。